# 哈曼国际工业
哈曼国际工业公司（英語：Harman International Industries, Incorporated，简称：哈曼），是一家美國音频电子公司，其母公司為三星電子，專为全世界的汽车制造商、消费者和企业设计和研发智联产品和解决方案，例如：智联汽车系统；音频和视觉产品、企业自动化解决方案；以及智联技术服务。总部设在斯坦福，哈曼主要业务在美洲、欧洲以及亚洲，其旗下拥有二十多个品牌 — 例如：AKG、AMX、Crown Audio、Harman/Kardon、Infinity、JBL、JBL Professional、Lexicon、Mark Levinson、Martin、Revel、Soundcraft和Studer。

## 历史
2016年11月14日，哈曼簽署了由韓國三星電子公司收購的協議，並於翌年3月10日完成收購。